# Hosjö

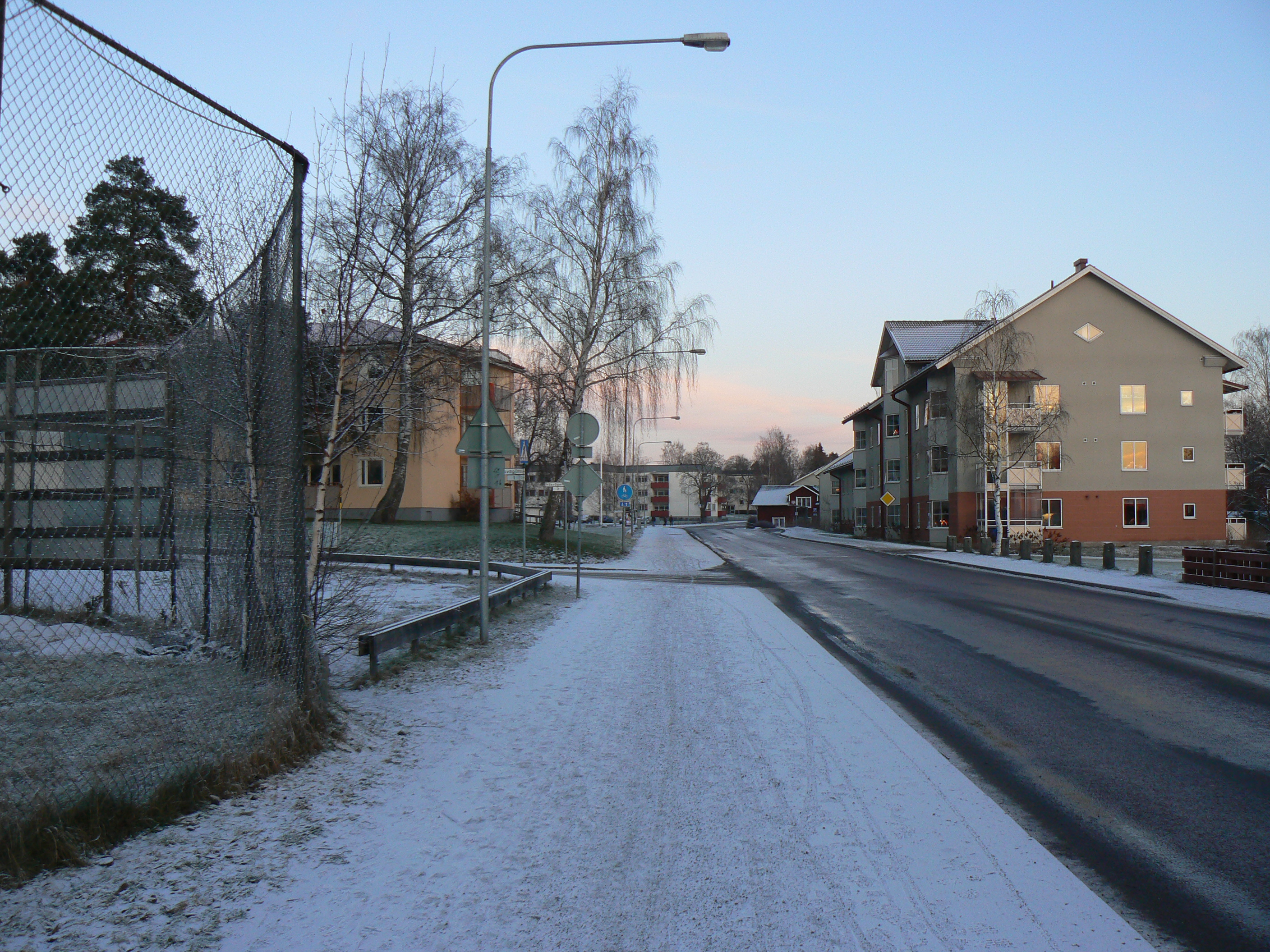
Centralvägen en Hosjö.

Hosjö API:/'huːɧø/ es un barrio periférico a las afueras de Falun, en Suecia. Hojsö forma la gran parte este de la ciudad y consta básicamente de chalets y algunos apartamentos.